# Emiliano Velázquez
Artikeln följer den spanska namnseden; faderns efternamn är Velázquez och moderns efternamn Maldonado.
Emiliano Daniel Velázquez Maldonado, född 30 april 1994 i Montevideo, är en uruguayansk fotbollsspelare som spelar som mittback för den spanska klubben Rayo Vallecano.

## Klubbkarriär
Säsongen 2013/2014 blev han ligamästare med Danubio i Primera División de Uruguay 2013/2014. Den 27 augusti 2014 värvades Velázquez av Atlético Madrid, där han skrev på ett femårskontrakt.

## Landslagskarriär
Velázquez deltog vid U17-VM 2011 i Mexiko och U20-VM 2013 i Turkiet, där hans lag blev silvermedaljörer i bägge turneringarna.